# Yelena Andreyeva
Yelena Andreyeva (née le 9 mai 1969) est une ancienne athlète russe spécialiste du 400 mètres. Elle obtient ses seules médailles internationales lors de relais 4 × 400 mètres

## Carrière

### Palmarès
| Date | Compétition           | Lieu     | Résultat | Performance   |
| ---- | --------------------- | -------- | -------- | ------------- |
| 1994 | Championnats d'Europe | Helsinki | 2e       | 3 min 24 s 06 |
| 1995 | Championnats du monde | Göteborg | 2e       | 3 min 23 s 98 |

### Records
| Épreuve    | Performance | Lieu   | Date        |
| ---------- | ----------- | ------ | ----------- |
| 400 mètres | 52 s 17     | Moscou | 5 juin 1995 |